# Alexandr Azarkevitch
Alexandr Azarkevitch (ros. Александр Азаркевич, ur. 14 maja 1972 na Białorusi) – polski tancerz, choreograf, menadżer kultury, nauczyciel akademicki pochodzenia białoruskiego.

## Życiorys
W latach 1992–1994 pracował jako tancerz w zespole baletowym Białoruskiego Państwowego Teatru Muzycznego w Mińsku. Występował w musicalach m.in.: „My Fair Lady”, „Hello, Dolly!”, „Szklanka wody'”', operetkach m.in.: „Hrabina Marica”, „Noc w Wenecji”, „Księżniczka Czardasza” i spektaklach baletowych: „Szeherezada”, „Straussiana”, „Hiszpańskie divertissement”. Studiował na Wydziale Sztuki Muzycznej i Choreograficznej Białoruskiego Uniwersytetu Kultury i Sztuki w Mińsku, gdzie zdobył dyplom tancerza i choreografa oraz tytuł zawodowy magistra sztuki.
W 1995 roku przyjechał do Polski i podjął pracę w zespole baletowym Teatru Muzycznego w Łodzi, gdzie pracował jako tancerz-koryfej. Tańczył partie solowe w scenach baletowych w operetkach: „Baron cygański”, „Zemsta nietoperza”, „Bal w Savoyu”, a także w widowisku muzycznym „Z batutą u Straussów”. Z zespołem Teatru Muzycznego w Łodzi odbył tournée po Europie Zachodniej. W sezonie artystycznym 1996/1997 pracował w Polskim Teatrze Tańca jako tancerz-koryfej, gdzie tańczył m.in. w spektaklach: „Album z tego świata”, „Cul de sac”, „Dziecko słońca”, „Daina, czyli Kaziukowe Widma”. W latach 1997–2003 pracował jako tancerz w Teatrze Muzycznym im. Danuty Baduszkowej w Gdyni. Tańczył w musicalach takich jak: „Evita”, „Skrzypek na dachu”, „Czarnoksiężnik z krainy Oz”, „Szachy”, „Sen nocy letniej”, „Okno Mistrza Świata”, „Wichrowe wzgórza”, „Jesus Christ Superstar”, „Klatka szaleńców”. Jako tancerz-solista zatańczył m.in. w koncercie pt. „Operetka z okazji 40-lecia Teatru Muzycznego im. Danuty Baduszkowej w Gdyni” i w musicalu „Szachy”. Z zespołem Teatru Muzycznego w Gdyni odbył liczne tournée po Niemczech, Holandii, Włoszech, Austrii, Szwajcarii, Liechtensteinie i Luksemburgu. W latach 1997–1998 jako tancerz współpracował z zespołem baletowym Opery Bałtyckiej w Gdańsku, gdzie tańczył w baletach: „Dziadek do orzechów”, „Wiosna, lato, jesień, zima”, „Królewna Śnieżka i siedmiu krasnoludków”, a także w scenach baletowych opery „Carmen” i operetki „Wesoła wdówka”.
W latach 2000–2001 współpracował jako choreograf z sekcją łyżwiarstwa figurowego GKS Stoczniowiec Gdańsk. Polscy łyżwiarze figurowi Agata Błażowska i Marcin Kozubek w 2001 roku na Mistrzostwach Świata w Łyżwiarstwie Figurowym w Vancouver w Kanadzie zaprezentowali się w programie dowolnym w jego układzie choreograficznym.
W latach 1998–2006 był założycielem, kierownikiem artystycznym i choreografem Trójmiejskiego Teatru Plastyki Ruchu w Gdańsku (TTPR) z siedzibą w Dworku Artura w Gdańsku-Oruni. Z zespołem teatru brał udział w ogólnopolskich i międzynarodowych przeglądach, festiwalach i konkursach, zarówno w Polsce, Rosji, na Białorusi i Ukrainie. W latach 2002–2006 był dyrektorem artystycznym Pomorskich Warsztatów Tańca Współczesnego oraz organizatorem Międzynarodowych Wieczorów Baletu Współczesnego w Dworku Artura w Gdańsku.
W 2002 roku uzyskał obywatelstwo polskie nadane przez Prezydenta Rzeczypospolitej Polskiej. W 2004 roku w Instytucie Badań Literackich Polskiej Akademii Nauk w Warszawie ukończył studia podyplomowe w zakresie Zarządzania kulturą w strukturach Unii Europejskiej, zaś w Instytucie Sztuki Polskiej Akademii Nauk w Warszawie w 2006 roku uzyskał stopień naukowy doktora nauk humanistycznych w zakresie nauk o sztuce – teatrologii w specjalnościach: historia baletu i teoria tańca. W roku 2016 Alexandr Azarkevitch ukończył także dwuletnie studia podyplomowe w zakresie Organizacji produkcji filmowej i telewizyjnej na Wydziale Organizacji Sztuki Filmowej w Państwowej Wyższej Szkole Filmowej, Telewizyjnej i Teatralnej im. L. Schillera w Łodzi.
W roku akademickim 2007/2008 prowadził zajęcia z tańca współczesnego oraz wykłady z historii baletu na Wydziale Kompozycji, Teorii Muzyki, Rytmiki i Edukacji Artystycznej (specjalność: choreografia i techniki tańca) w Akademii Muzycznej im. Grażyny i Kiejstuta Bacewiczów w Łodzi. W latach 2008–2021 był zatrudniony na stanowisku adiunkta i na stanowisku profesora (od 2020 roku) na Wydziale Artystycznym Akademii Humanistyczno-Ekonomicznej w Łodzi, gdzie utworzył specjalność: tancerz-choreograf na kierunku kulturoznawstwo (od roku akademickiego 2008/2009 do 2010/2011 pełnił funkcję opiekuna specjalności tancerz-choreograf); był także pomysłodawcą i twórcą odrębnego kierunku taniec na Wydziale Artystycznym Akademii Humanistyczno-Ekonomicznej w Łodzi, gdzie od roku akademickiego 2011/2012 do 2018/2019 pełnił funkcję prodziekana kierunku taniec, a od roku akademickiego 2019/2020 do końca roku akademickiego 2020/2021pełnił funkcję dziekana kierunku taniec. W październiku 2020 roku został mianowany przez władze Akademii na stanowisko profesora Akademii Humanistyczno-Ekonomicznej w Łodzi. Alexandr Azarkevitch był wieloletnim organizatorem i opiekunem artystycznym dyplomowych „Wieczorów Młodych Choreografów” i „Wieczorów Tańca Współczesnego” w wykonaniu studentów kierunku taniec prezentowanych na scenach Polski, Niemiec i Ukrainy, m.in.: w Czerwonym Ratuszu w Berlinie; w Wielkiej Sali Rathaus Pankow w Berlinie; w sali koncertowej Podkarpackiego Uniwersytetu Narodowego im. Wasyla Stefanyka w Iwano-Frankowsku na Ukrainie; w sali teatralnej MPK „Tekstylnik” w Równem na Ukrainie, w sali widowiskowej AOIA w Łodzi. Był także autorem projektu „Kierunek taniec ma wielkie serce”, którego celem była pomoc charytatywna w rozwoju artystycznym dla młodzieży z domów dziecka, młodzieżowych ośrodków socjoterapii i terapii zajęciowej, szkół specjalnych i ośrodków szkolno-wychowawczych w Łodzi i regionie łódzkim. W latach 2009–2012 był opiekunem artystycznym studiów podyplomowych w zakresie Pedagogiki tańca w Wyższej Szkole Humanistycznej TWP w Szczecinie. Od 2009 do 2017 roku był zatrudniony na stanowisku adiunkta w Zakładzie Animacji Kultury i Andragogiki na Wydziale Pedagogiki, Psychologii i Socjologii Uniwersytetu Zielonogórskiego.
W latach 2002–2019 pełnił funkcję prezesa Międzynarodowego Stowarzyszenia Promocji Sztuki Choreograficznej im. Sergiusza Diagilewa w Łodzi. Był także twórcą i dyrektorem Międzynarodowego Konkursu Sztuki Choreograficznej im. Sergiusza Diagilewa organizowanego w latach 2002–2012 w Teatrze Muzycznym im. Danuty Baduszkowej w Gdyni, a następnie w Teatrze Wielkim w Łodzi i Teatrze Muzycznym w Łodzi.
Pomysłodawca i opiekun artystyczny międzynarodowego inkluzywnego projektu „Log-in Tanz” w Berlinie w Niemczech w latach 2021 i 2022. Opiekun artystyczny „Ukraińsko-Niemieckiego Wieczoru Tańca Współczesnego” w Berlinie w Niemczech w roku 2022.
Pomysłodawca i jeden z organizatorów Europäisches Symposium „Inklusive Kunst ist starke Kunst!“ (Europejski Sympozjum „Sztuka inkluzywna to silna sztuka!”) pod patronatem światowej sławy niemieckiej skrzypaczki Anne-Sophie Mutter oraz Federalnej Dyrektorki ds. Polityki Społecznej Diakonie Deutschland Elke Ronneberger. Sympozjum odbyło się w dniach 8-9 maja 2025 roku w Lörrach w Niemczech.

## Współpraca choreograficzna
Jako choreograf i reżyser ruchu Alexandr Azarkevitch współpracuje z wieloma teatrami dramatycznymi, muzycznymi, operowymi i teatrami tańca w Polsce i za granicą. Autor kilkudziesięciu spektakli i choreografii, m.in.: autor choreografii „Amok” w Operze Bałtyckiej w Gdańsku w roku 1998; reżyser i autor choreografii wielkiego widowiska tanecznego „Ważna jest róża”, którego premiera miała miejsce podczas wernisażu wystawy Salvadora Dali w muzeum im. Xawerego Dunikowskiego w Warszawie w roku 1999; twórca ruchu scenicznego i choreografii w komedii „Rewizor” w Nowym Teatrze im. Witkacego w Słupsku w roku 2009; autor ruchu scenicznego i choreografii operetki klasycznej „Cygańska miłość” w Teatrze Muzycznym w Poznaniu w roku 2010; twórca ruchu scenicznego i choreografii opery „Dydona i Eneasz” w Teatrze Wielkim w Łodzi i kultowego broadwayowskiego musicalu "Cabaret" w Nowym Teatrze im. Witkacego w Słupsku; reżyser ruchu i autor choreografii komedii „Po prostu Leon po prostu” i spektaklu „Sen nocy letniej” w Lubuskim Teatrze im. Leona Kruczkowskiego w Zielonej Górze w roku 2011; autor ruchu scenicznego i choreografii broadwayowskiego musicalu "Kiss me, Kate" w Teatrze Muzycznym w Poznaniu w roku 2012; reżyser i autor choreografii spektaklu tanecznego "Lux Aeterna" w Państwowym Teatrze „Balet Jewgienia Panfiłowa” w Permie w Rosji w roku 2013; autor choreografii „W oczekiwaniu na…” w Kieleckim Teatrze Tańca w roku 2013; reżyser i autor choreografii spektaklu „Quasimodo” według powieści Wiktora Hugo „Katedra Marii Panny w Paryżu”, którego premiera odbyła się na dużej scenie Państwowego Teatru „U Mosta” w Permie w Rosji w roku 2015; autor ruchu scenicznego i choreografii spektaklu „Dwanaście miesięcy” w Teatrze im. Wilama Horzycy w Toruniu w roku 2016; reżyser i choreograf spektaklu "Wir sind hier", którego premiera odbyła się w czerwcu 2017 roku w Russisches Haus der Wissenschaft und Kultur w Berlinie w Niemczech w ramach międzynarodowego projektu "Die Kamera klickt und ich bleibe"; autor choreografii spektaklu „Kopciuszek” w Teatrze im. Wojciecha Bogusławskiego w Kaliszu w roku 2018; autor ruchu scenicznego i choreografii spektaklu "La Strada. Das Lied der Strasse" w Städtische Theater Chemnitz w Niemczech w roku 2019; autor ruchu scenicznego i choreografii spektaklu „Zapisani” w Teatrze Lalek „Arlekin” im. Henryka Ryla w Łodzi w roku 2019; autor choreografii i ruchu scenicznego musicalu „Kolory” w Państwowym Zespole Ludowym Pieśni i Tańca „Mazowsze” im. Tadeusza Sygietyńskiego (premiera on-line 19 grudnia 2020 roku, premiera z publicznością 21 lutego 2021 roku); autor choreografii i ruchu scenicznego spektaklu „Calineczka” w Teatrze Lalek „Arlekin” im. Henryka Ryla w Łodzi w roku 2021; autor ruchu scenicznego spektaklu „Niezłe ziółka” w Teatrze Lalek Pleciuga w Szczecinie w roku 2022; autor choreografii spektaklu „Inna księżniczka Burgunda” w Teatrze Lalek „Arlekin” im. Henryka Ryla w Łodzi w roku 2023;  reżyser ruchu międzynarodowego, inkluzywnego performance'u tanecznego "Boléro", który został zaprezentowany w siedzibie Przedstawicielstwa Kraju Związkowego Hesja przy Radzie Federacji w Berlinie w roku 2023; autor choreografii i ruchu scenicznego spektaklu muzycznego „Spiritus movens - piosenki Jeremiego Przybory” w Operze Nova w Bydgoszczy w roku 2023; reżyser ruchu i choreograf inkluzywnego performance'u tanecznego „Begegnungen” w wykonaniu tancerzy Tanztheater Öflingen, którego premiera odbyła się w Theater Tempus fugit w Lörrach w Niemczech w 2024 roku; reżyser ruchu i choreograf performance'u tanecznego „Labirynt” w wykonaniu studentów Wydziału Wokalno-Aktorskiego Akademii Muzycznej im. Feliksa Nowowiejskiego w Bydgoszczy. Prezentacja performance'u miała miejsce 1 maja 2025 roku na "15. Operowym Forum Młodych" w ramach XXXI Bydgoskiego Festiwalu Operowego; reżyser ruchu i choreograf międzynarodowego inkluzywnego performance'u tanecznego „Ich bin ich...” w wykonaniu Tanztheater Öflingen, którego premiera odbyła się 8 maja 2025 roku w sali teatralnej Werkraum Schöpflin w Lörrach w Niemczech. 

## Członek jury
- Międzynarodowy Festiwal Europejskie Dni Tańca (Malbork);
- Festiwal Twórczości Dziecięcej Wojska Polskiego (Grudziądz);
- Festiwal spaceZ2010G: małe formy sztuki tańca współczesnego (Zielona Góra)[3];
- The International Festival of Modern Choreography (Witebsk, Białoruś)[60][61];
- The International Dance Competition „Danzamérica” (Córdoba, Argentyna)[62];
- The International Classical Ballet and Modern Dance Competition (Ateny, Grecja)[63];
- Concorso Sorrento Danza (Sorrento, Włochy)[64];
- Orizzonti Coreografici (Sorrento, Włochy)[3];
- The Stanislaviv Dance Festival (Iwano-Frankowsk, Ukraina)[65];
- The International Competition of Contemporary Dancing Art / przewodniczący jury (Lwów, Ukraina)[66];
- The International Dance Competition / przewodniczący jury (Kohtla-Järve, Estonia)[67].

## Odznaczenia
- Medal srebrny za Długoletnią Służbę[68] za wzorowe, wyjątkowo sumienne wykonywanie obowiązków wynikających z pracy zawodowej. Postanowienie Prezydenta Rzeczypospolitej Polskiej na wniosek Ministra Nauki i Szkolnictwa Wyższego, rok 2020.
- Srebrny Krzyż Zasługi[69][70][71] za zasługi w działalności na rzecz rozwoju nauki. Postanowienie Prezydenta Rzeczypospolitej Polskiej na wniosek Ministra Nauki i Szkolnictwa Wyższego, rok 2017.
- Brązowy Medal „Zasłużony Kulturze Gloria Artis”[72][73][74] w dziedzinie tańca nadany przez Ministra Kultury i Dziedzictwa Narodowego, rok 2012.

## Nagrody
- Grand Prix Ogólnopolskiego Przeglądu Form Teatralnych Wojska Polskiego w Przemyślu za spektakl „Karoma” (Przemyśl, 2003);
- Grand Prix Międzynarodowego Konkursu Tanecznego „Młodość” za stworzenie oryginalnych kompozycji choreograficznych „Unintended”, „Nokturn”, „Des sentiments” (Moskwa, 2004)[3];
- Srebrny Medal Siergieja Diagilewa „za wielkie osiągnięcia w zakresie propagowania sztuki choreograficznej” – nagroda Międzynarodowej Fundacji Dom Diagilewa działającej w Rosji pod auspicjami UNESCO (2004)[3];
- Nagroda Artystyczna Prezydenta Miasta Gdyni w dziedzinie tańca za zorganizowanie w Gdyni Międzynarodowego Konkursu Sztuki Choreograficznej im. Sergiusza Diagilewa (Gdynia, 2005)[75];
- Finalista Międzynarodowego Konkursu Producentów na Najlepszy Projekt w Dziedzinie Kultury i Sztuki, który odbył się podczas International Festival The Diaghilev Seasons: Perm–Petersburg–Paris w Państwowym Akademickim Teatrze Opery i Baletu im. Piotra Czajkowskiego w Permie (Rosja, 2005)[76].